# Tytthaspis sedecimpunctata
Коровка шестнадцатиточечная (лат. Tytthaspis sedecimpunctata) — жук из семейства божьих коровок (Coccinellidae). 

## Описание
Тело этих насекомых около 2,5-3,5 мм в длину и имеют сферическую форму. Основной цвет — обычно ярко-жёлтый, иногда тёмный, с чёрными точками.

## Распространение
Эти коровки распространены по всей Европе, за исключением Крайнего Севера. В основном встречаются в песчаных участках возле рек, на лугах и автомобильных магистралях. Обычно не обитают в местностях выше 400—500 м над уровнем моря.

## Жизнь
В основном встречаются с марта по октябрь. Зимуют обычно группами, прячась в растениях. Питаются тлей.